# Szczecin Łasztownia
Szczecin Łasztownia – przystanek osobowy Szczecińskiej Kolei Metropolitalnej w Szczecinie, w województwie zachodniopomorskim, w Polsce. Zlokalizowany nad ulicą Leona Heyki na pograniczu wysp Kępa Parnicka i Łasztownia na osiedlu miejskim Międzyodrze-Wyspa Pucka.

## Historia
24 lipca 2018 roku PKP Polskie Linie Kolejowe podpisały z firmą Trakcja umowę o wartości 503 mln zł na budowę systemu Szczecińskiej Kolei Metropolitalnej, w tym przystanku Szczecin Łasztownia. Prace budowlane rozpoczęły się w styczniu 2023. Ich zakończenie planowane było na 10 czerwca 2024. Uruchomienie obiektu nastąpiło 16 lipca 2024. 

## Linie kolejowe
Przystanek znajduje się przy dwutorowej linii kolejowej nr 273 Szczecin Główny – Wrocław Główny. Składa się z dwóch jednokrawędziowych peronów o długości 130 m i szerokości 6 m wspartych na filarach; perony zadaszone wiatami o długości 50 m i połączone z ulicą Leona Heyki poprzez schody i windy.

## Galeria

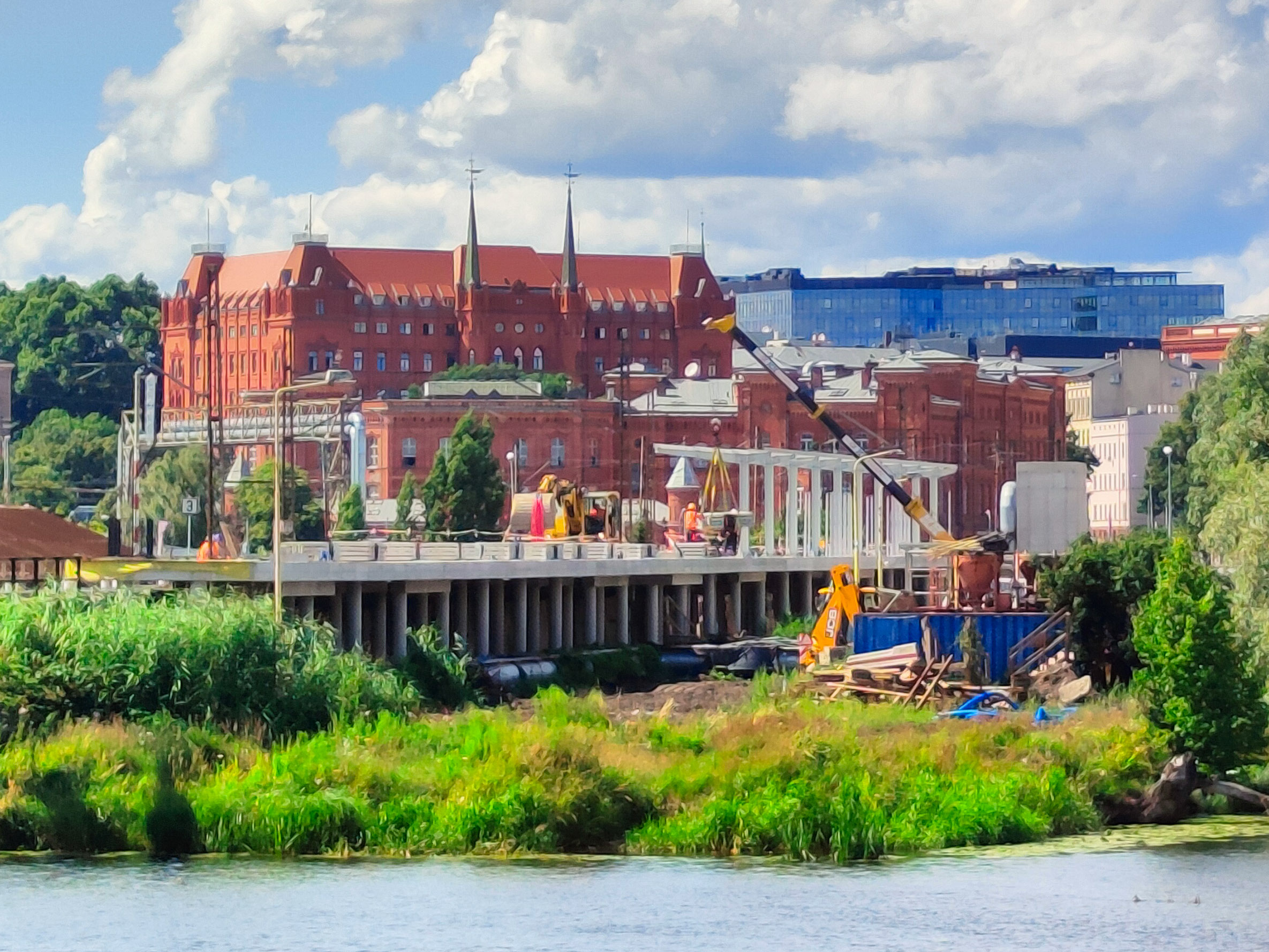
Przystanek w trakcie budowy
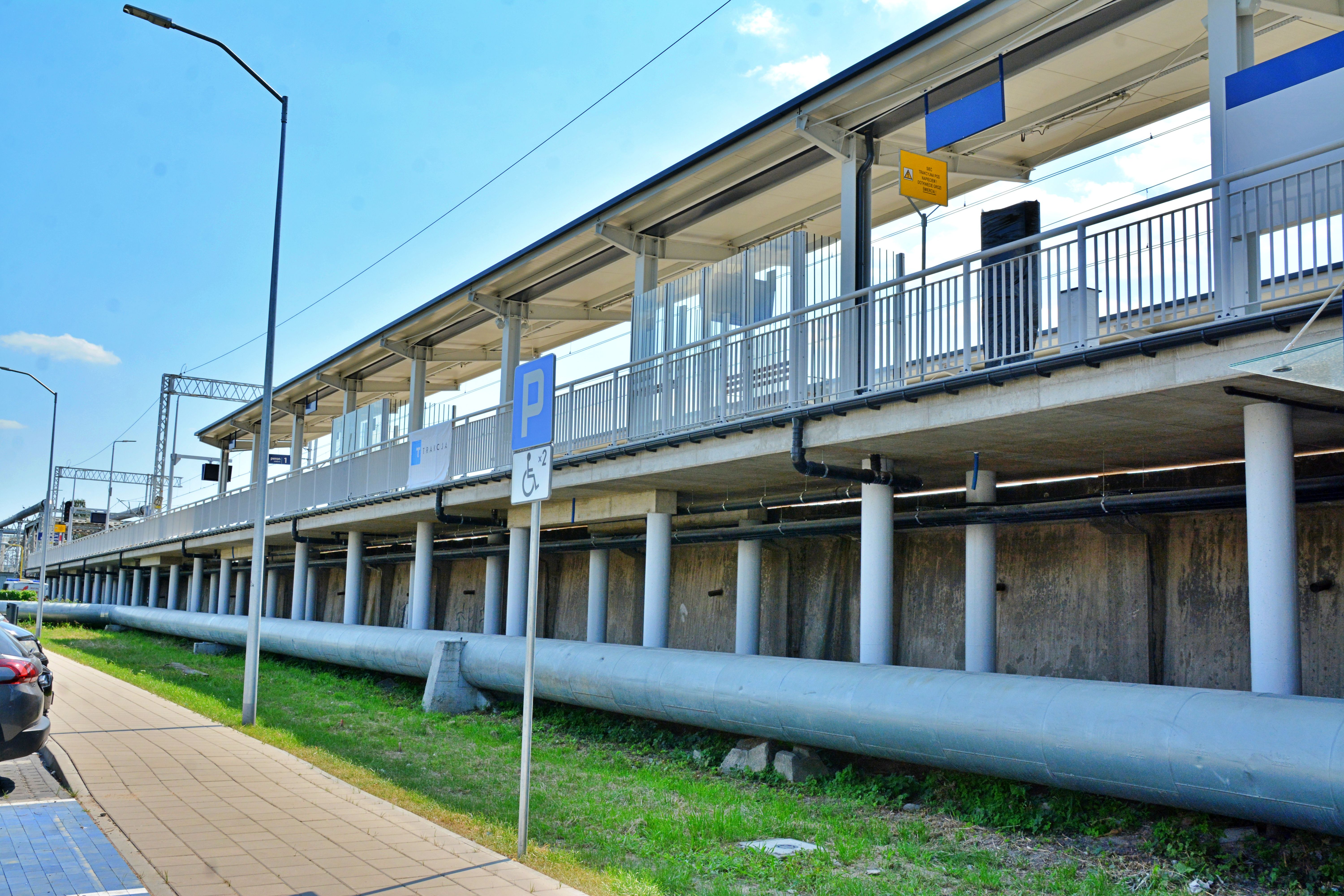
Przystanek Szczecin Łasztownia. Widoczne filary podtrzymujące peron